# Nebria livida
Nebria livida es una especie de escarabajo del género Nebria, familia Carabidae. Fue descrita científicamente por Linnaeus en 1758.

## Distribución geográfica
Habita en Gran Bretaña, Dinamarca, Noruega, Suecia, Finlandia, Francia, Bélgica, Países Bajos, Alemania, Suiza, Austria, Chequia, Eslovaquia, Hungría, Polonia, Letonia, Bielorrusia, Ucrania, Italia, Rumania, Moldavia, China, Corea del Norte y Rusia.